# Dortmund-Kley (przystanek kolejowy)
Dortmund-Kley – przystanek kolejowy w Dortmundzie, w kraju związkowym Nadrenia Północna-Westfalia, w Niemczech. Znajduje się tu 1 peron.